# Urban Sundbaum
Nils Urban Sundbaum, född 14 april 1961 i Vantörs församling, är en svensk trummis. Tillsammans med Peter Bergstrandh bildade han Lustans lakejer i slutet av 70-talet, och han spelade i bandet till 1981, då han ersattes av Christer Hellman. Sundbaum spelade senare med bland andra med Pelle Almgren i Easy Action.